# Хэшуй
Хэшу́й (кит. упр. 合水, пиньинь Héshuǐ) — уезд городского округа Цинъян провинции Ганьсу (КНР). Название уезда означает «слияние рек».

## История
Во времена империи Суй в 617 году был образован уезд Лэпань (乐蟠县). При империи Тан в 623 году восточная часть уезда Лэпань была выделена в отдельный уезд Паньцзяо (蟠交县). В 742 году уезд Паньцзяо был переименован в Хэшуй.
В эпоху Пяти Династий во время государства Поздняя Чжоу уезд Хэшуй был присоединён к уезду Лэпань, но во время империи Сун был воссоздан, а в 1071 году уезд Лэпань был присоединён к уезду Хэшуй.
В 1949 году был образован Специальный район Цинъян (庆阳专区). В 1955 году Специальный район Цинъян был присоединён к Специальному району Пинлян (平凉专区). В 1958 году уезд Хэшуй был разделён между уездами Цинъян и Нинсянь. В 1962 году Специальный район Цинъян был воссоздан, а уезд Хэшуй был создан вновь. В 1970 году Специальный район Цинъян был переименован в округ Цинъян.
В 2002 году округ Цинъян был преобразован в городской округ.

## Административное деление
Уезд делится на 5 посёлка и 7 волостей.